# تولو (اليونان)
تولون (Τολόν) هي مدينة في أرغوليس في مقاطعة كينتريكي إلادا في اليونان.